# Гогольfest

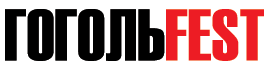
Логотип фестиваля

ГОГОЛЬFEST — это фестиваль современного искусства, который демонстрирует и объединяет в одном временном промежутке современные театр, музыку, кино, перформанс, образовательную, визуальную и детскую программы. Фестиваль основан в 2007 году и первые 10 лет проходил только в Киеве, а с 2017 года начал путешествовать по Украине.
В 2019 году GOGOLFEST вошел в пятерку лучших фестивалей Европы (EFFE Awards 2019-2020).

## История
ГОГОЛЬFEST основан в 2007 году благодаря частной инициативе режиссёра и руководителя Центра современного искусства «Дах» Владислава Троицкого. Соучредитель фестиваля и председатель Попечительского совета. Сооснователем выступил предприниматель Евгений Уткин, создатель IТ-компании «Квазар Микро» и т. д. 

## GOGOLFEST Inoculation
В 2018 году появился проект GOGOLFEST inoculation (прививка, вакцинация).
«Нет, мы не переехали из Киева, мы — путешествуем. Мы развиваем культурную инфраструктуру страны, соединяем между собой регионы, соединяем украинских художников с художниками зарубежными. Мы открываем культурный пласт страны и для себя, и для всего мира. И предлагаем это делать с нами». (с) FB-страница GOGOLFEST.
Весной 2018 года фестиваль StartUp GOGOLFEST состоялся в Мариуполе.
В 2019-м фестиваль вернулся в Мариуполь.

В 2018 и 2019 годах прошел Air GOGOLFEST в Виннице, в 2019 и 2020 — DniPro GOGOLFEST в городе Днепр. И в 2020 присоединился Херсон с Dream GOGOLFEST.
«В каждом городе мы создаём культурные центры вместе с местными общинами. К каждому городу мы возвращаемся каждый год. В каждом городе мы создаём site-specific проекты, выделяем местный нарратив и контекст. Мы также делаем международные коллаборации именно с местными активистами и художниками и затем демонстрируем это в каждом городе, где есть фестиваль». (с) FB-страница GOGOLFEST.
В 2019 году организаторы фестиваля совместно с ПАО «Укрзалізниця» запустили GOGOL Train — первый на территории Украины арт-поезд по маршруту Киев—Мариуполь. Вагоны были оформлены художниками специально для этого путешествия. В поезде было несколько специальных вагонов, где еще в пути к StartUp GOGOLFEST происходили вечеринки, музыкальные выступления и презентации. Также проект GOGOL Train был реализован в Dream GOGOLFEST в сентябре 2020 по маршруту Киев—Херсон—Киев.
В 2020 году карантин ограничил возможности для проведения фестивалей, хотя было анонсировано проведение GOGOLFEST в девяти городах Украины.
В сентябре  2021 года Dream ГОГОЛЬFEST состоялся в национальном парке «Олешковские пески». Гвоздём программы стал ночной перформанс под музыку DakhaBrakha в стиле этно-хаос (именно так называют своё направление участники группы). Слушатели, разместившиеся среди барханов, одновременно были зрителями светового шоу. Перформанс под названием «30 из 40», посвящённый 30-летию Независимости Украины, по замыслу режиссера Владислава Троицкого, построен на переосмыслении странствий ветхозаветного Моисея, аллюзию на которые содержит и название. Поэтому идеальной сценой для представления стал здешний пейзаж, напоминающий пустыню.